# Cmentarz żydowski w Nowym Dworze
Cmentarz żydowski w Nowym Dworze – kirkut społeczności żydowskiej niegdyś zamieszkującej Nowy Dwór. Powstał w XIX wieku. Ma powierzchnię około 0,4 ha, na której wskutek wojennych zniszczeń nie zachowały się żadne nagrobki.